# من آشفته‌ام (ترانه بی‌بی رکسا)
«من آشفته‌ام» (به انگلیسی: I'm a Mess) ترانه‌ای از خوانندهٔ آمریکایی بی‌بی رکسا می‌باشد که در نخستین آلبوم استودیویی وی تحت عنوان چشم‌انتظار قرار دارد. این قطعه اولین و تنها تک‌آهنگ چشم‌انتظار می‌باشد و ابتدا در آمریکا از رادیو پخش شد بود و انتشار رسمی آن نیز در ۱۵ ژوئن سال ۲۰۱۸ صورت گرفته. به گفتهٔ رکسا «این ترانه درمورد پذیرفتن نقص‌هایتان‌است؛ این‌که به آن‌ها فکر نکنی و غصه‌شان را نخوری و در عوض به آن‌ها افتخار کنید».